# Karel Mengelberg
Karel Mengelberg (* 18. Juli 1902 in Utrecht; † 11. Juli 1984 in Amsterdam) war ein niederländischer Komponist, Dirigent und Musikschriftsteller.

## Leben und Wirken
Mengelberg stammte aus einer alten Künstlerfamilie. Sein Onkel war der Dirigent Willem Mengelberg. Seine ersten Kompositionslehrer waren Berthe Geuer und Willem Pijper. 1923 bis 1927 studierte er an der Berliner Staatlichen Akademischen Hochschule für Musik bei Julius Prüwer Dirigieren, bei Leo Schrattenholz und Emil Nikolaus von Reznicek Komposition sowie Chorleitung bei Siegfried Ochs. Außerdem studierte er bei Hermann Scherchen und absolvierte an der Berliner Technischen Hochschule 1929–1932 ein Akustik-Studium bei Karl Willy Wagner.
Neben seinem Studium arbeitete Mengelberg in Berlin als Schauspielmusiker und Chordirigent und erstellte unter anderem für die Universal Edition Klavierauszüge. Von 1927 bis 1930 erhielt er erste Engagements in Greifswald und Königsberg. Bis 1933 war er als Berater der Reichs-Rundfunk-Gesellschaft und Tonmeister beim Deutschlandsender in Berlin tätig. 1933 verließ er aus politischen Gründen Deutschland. Im Herbst 1933 migrierte er nach Spanien, wo er mit seiner Frau, der Harfenistin Rahel Draber, im Haus von Albert Helman wohnte und auch als Dirigent der Banda Municipal de Barcelona tätig war. Von 1935 bis 1937 arbeitete Mengelberg in Kiew als Tonmeister und Dirigent in Eisensteins Filmfabrik Ukraïnfilm. Aufgrund der Stalinschen Säuberungen kehrte er 1938 in die Niederlande zurück, wo er sich in Amsterdam niederließ. Dort war er vor allem als Lehrer an verschiedenen Konservatorien und als freier Dirigent tätig. Während der Besetzung der Niederlande lebte er mit seiner jungen Familie, weiteren Verwandten und Freunden (die als Juden verfolgt wurden) im Untergrund.
1947–1956 leitete Mengelberg die Toonkunstmuziekschool in Amersfoort. Außerdem betätigte er sich von 1945 bis 1972 als Musikkritiker für die Tageszeitung Het Vrije Volk und diverse Fachzeitschriften. Von 1938 bis 1962 war er Erster Sekretär des Niederländischen Komponistenverbandes. Zu den Orchestern, die er dirigierte, gehörten unter anderem das Concertgebouw-Orchester Amsterdam und das Symphonieorchester Utrecht.
Mengelberg schuf Werke für Orchester, Kammermusik und verschiedene Vokalwerke, außerdem Schauspiel-, Film- und Hörspielmusik. Er gewann zweimal (1950 und 1954) den Großen Preis für Komposition der Stadt Amsterdam und 1951 den Prix Italia für seine Hörspielmusik.
Mengelberg ist der Vater des Komponisten und Pianisten Misha Mengelberg und des Psychiaters Kaspar Mengelberg.